# Central Japan Railway Company

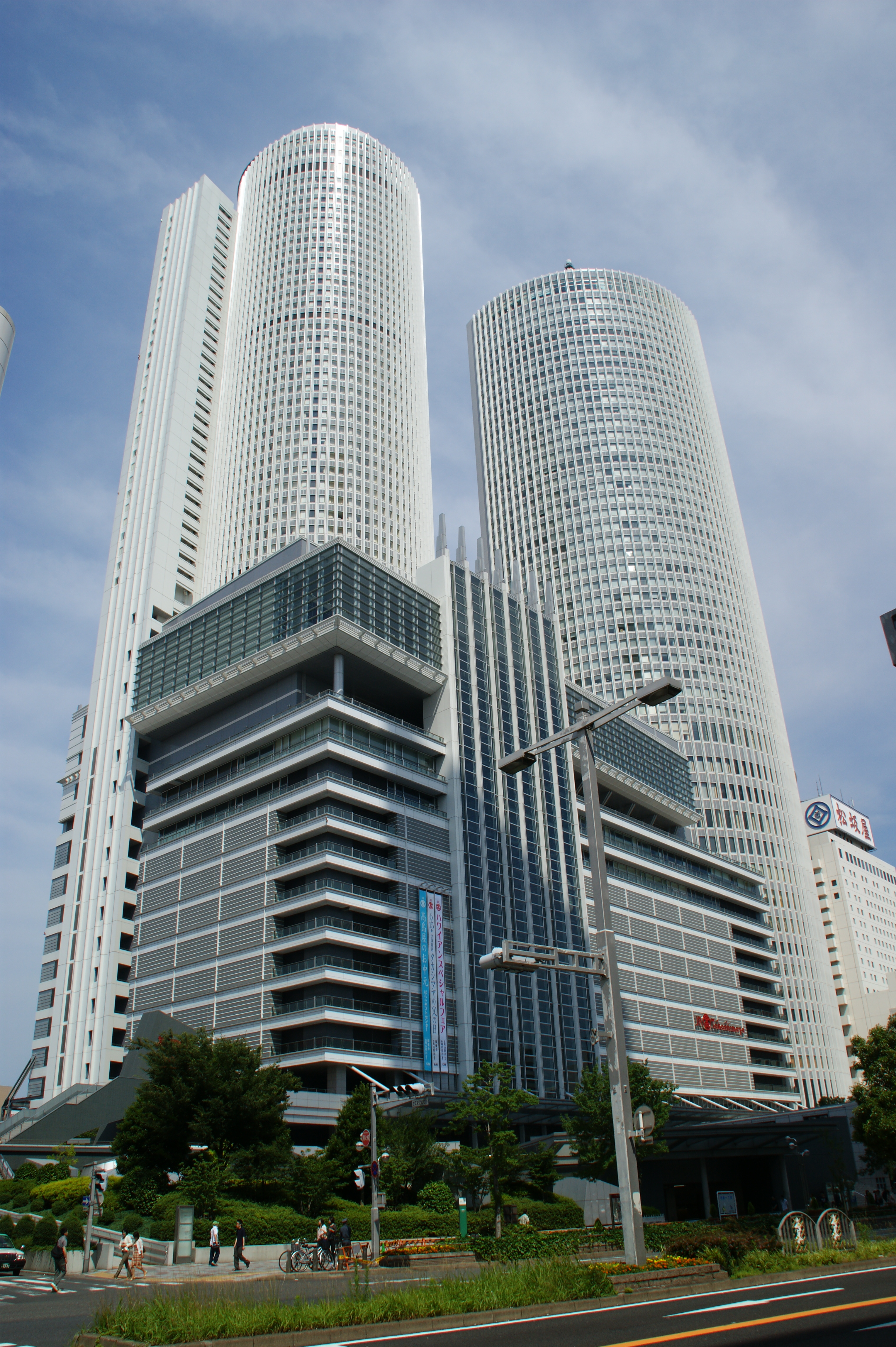
Torres JR Central em Nagoya a maior estação do mundo em termos de área.

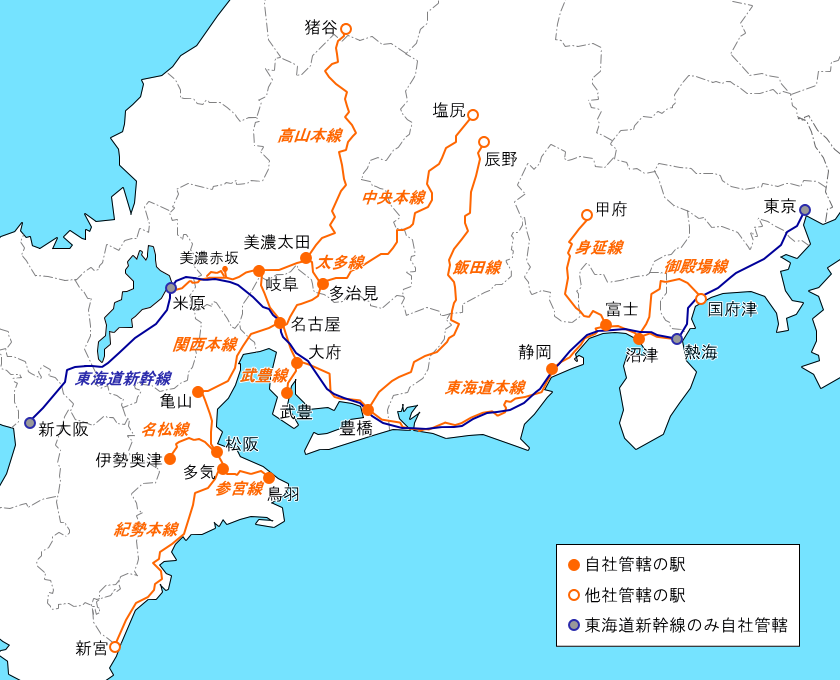
mapa da linha JRcentral.

A Central Japan Railway Company (東海旅客鉄道株式会社, Tōkai Ryokaku Tetsudō Kabushiki-gaisha) é uma das companhias do grupo Japan Railways sendo a principal companhia ferroviária a operar na Chūbu (Nagoya) na região central do Japão. É frequentemente referida como JR Central (JR東海, Jeiāru Tōkai).
A companhia opera no estação intermodal de Nagoya. A linha ferroviária mais congestionada é a Linha Principal de Tōkaidō, entre as estações de Atami e de Maibara. A JR Central também opera na linha Tōkaidō Shinkansen entre a estação de Tóquio e a estação de Shin-Osaka. Adicionalmente também é responsável pela linha Chūō Shinkansen — um serviço JR-Maglev proposto entre as estações de Shinagawa e Shin-Osaka, da qual foi só construída ainda apenas uma curta secção.